# Érik Orsenna

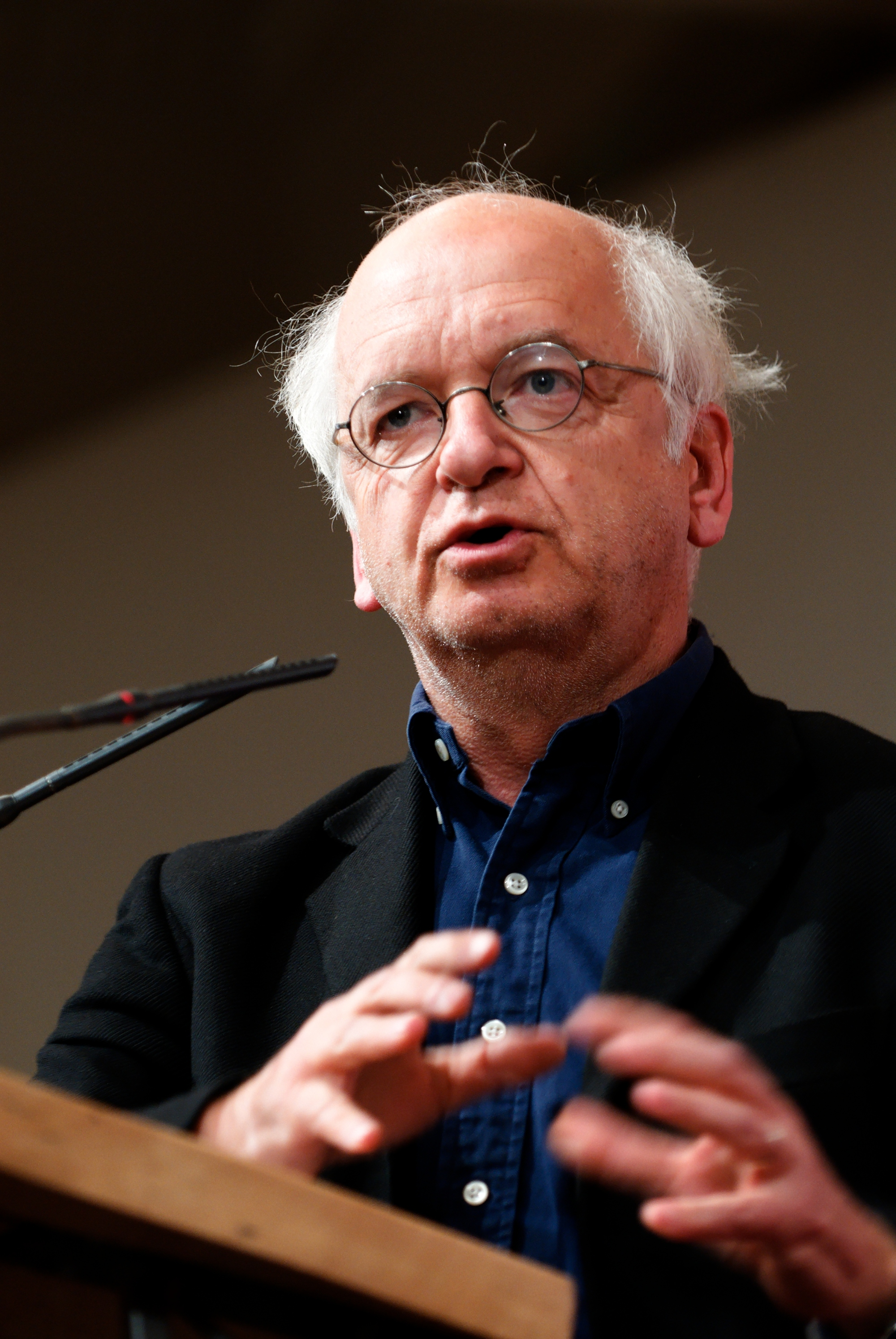
Érik Orsenna

Érik of Erik Orsenna (Parijs, 22 maart 1947 is een Frans auteur. Sinds 1998 is hij lid van de Académie française. Zijn werkelijke naam is Érik Arnoult.
Orsenna combineert zijn economische opleiding met literaire belangstelling. Hij werkte nauw samen met François Mitterrand en was in zijn politieke leven adviseur op het gebied van ontwikkelingshulp (1981-1983) en vervolgens van cultuur (1983-1986).
Hij debuteerde in 1974 met Loyola's blues en kreeg voor zijn tweede roman La Vie comme à Lausanne de prix Roger-Nimier (1977). Internationale belangstelling kwam er dankzij L'Exposition coloniale, dat de prix Goncourt in de wacht sleepte (1988). Zijn schrijverschap is verwant aan dat van Raymond Queneau en Georges Perec, maar Orsenna hanteert toch een eigen accent. Daarbij valt enerzijds zijn hang naar structuur op, en anderzijds zijn ironie.
In Longtemps (1998), een ode aan het overspel, knoopt hij daar opnieuw bij aan, zonder dat het een remake van L'Exposition coloniale wordt.